# Хизлер, Альберт
Альберт Виктор Хизлер (мальт. Albert Victor Hyzle; 20 ноября 1916, Валлетта — 26 октября 1993) — мальтийский государственный деятель, и. о. Президента Мальты (1981—1982).

## Биография
Родился в семье учёного и политика Иосифа Хизлера, получившего образование в Королевском университете Мальты и получившего степень доктора медицины.
В 1947 году вместе с отцом избран в Палату представителей, в 1951 году вновь избирается в парламент от Мальтийской рабочей партии Пола Боффы, однако в знак протеста против формирования коалиции с Националистической партией в 1953 году выходит из её рядов и вступает в Лейбористскую партию.
В 1953—1976 годах — депутат Палаты представителей.
В 1955—1958 годах — министр здравоохранения и социального обеспечения, во время массовых протестов против колониальной политики Великобритании в 1958 году был арестован и 32 дня находился под стражей.
В 1971—1974 годах — министр по делам развития и почты,
после провозглашения независимости страны, в 1974—1975 годах — министр здравоохранения Мальты.
В декабре 1981 — феврале 1982 гг. исполнял обязанности Президента Мальты.